# Ahmad Ashkanani
Ahmad Hamad Ashkanani (ur. 1985) – kuwejcki kulturysta. Dwukrotny mistrz świata w kulturystyce

## Życiorys
Przynależy do Międzynarodowej Federacji Kulturystyki i Fitnessu (IFBB), jest też członkiem Reprezentacji Kuwejtu w Kulturystyce. W 2010 został Mistrzem Azji w kulturystyce amatorskiej w kategorii wagowej średniej. Już rok później, w kategorii lekkośredniej, wywalczył srebrny medal na zawodach Arnold Amateur Europe. W 2013 zwyciężał turnieje Mr. Olympia Amateur oraz Arnold Amateur Europe jako zawodnik o średniej masie ciała. W 2015 zdobył tytuł Mr. Olympia Amateur w kategorii wagowej lekkociężkiej.
W styczniu 2015 roku pojawił się na okładce czasopisma Perfect Fit Magazine.

## Osiągnięcia (wybór)
- 2010: Mistrzostwa Azji w Kulturystyce Amatorskiej, federacja IFBB, kategoria wagowa średnia − I m-ce
- 2011: Arnold Amateur Europe, federacja IFBB, kategoria wagowa lekkośrednia − II m-ce
- 2011: Mistrzostwa Świata w Kulturystyce Amatorskiej, federacja IFBB, kategoria wagowa średnia − X m-ce
- 2012: Mistrzostwa Azji w Kulturystyce, federacja IFBB, kategoria wagowa do 100 kg IX m-ce
- 2013: Mr. Olympia Amateur, federacja IFBB, kategoria wagowa średnia − I m-ce
- 2013: Arnold Amateur Europe, federacja IFBB, kategoria wagowa średnia − I m-ce
- 2014: Mistrzostwa Azji w Kulturystyce Amatorskiej, federacja IFBB, kategoria wagowa lekkociężka − II m-ce
- 2015: Mr. Olympia Amateur, federacja IFBB, kategoria wagowa lekkociężka − I m-ce
- 2015: Arnold Amateur, federacja IFBB, kategoria wagowa średnia − II m-ce
- 2016: Mr. Olympia Silver Medalist (212lb)